# Pont-Sainte-Marie
Pont-Sainte-Marie ist eine Gemeinde mit 5202 Einwohnern (Stand 1. Januar 2022) im Nordosten Frankreichs im Département Aube in der Region Grand Est. Pont-Sainte-Marie liegt an der Seine etwa drei Kilometer nordöstlich von Troyes und gehört zum Kanton Troyes-4.

## Einwohnerentwicklung
- 1962: 1848
- 1968: 2128
- 1975: 3073
- 1982: 4915
- 1990: 4856
- 1999: 4936
- 2006: 4813
- 2010: 4786

## Sehenswürdigkeiten
- Kirche Notre Dame de l’Assomption, erbaut im 16. Jahrhundert (Monument historique)
- Pont Hubert, Brücke über die Seine, erbaut 1154

## Gemeindepartnerschaften
- Ariano nel Polesine, Provinz Rovigo, seit 2006

## Persönlichkeiten
- Marcel Artelesa (1938–2016), Fußballspieler